# Audaz (agência de publicidade)

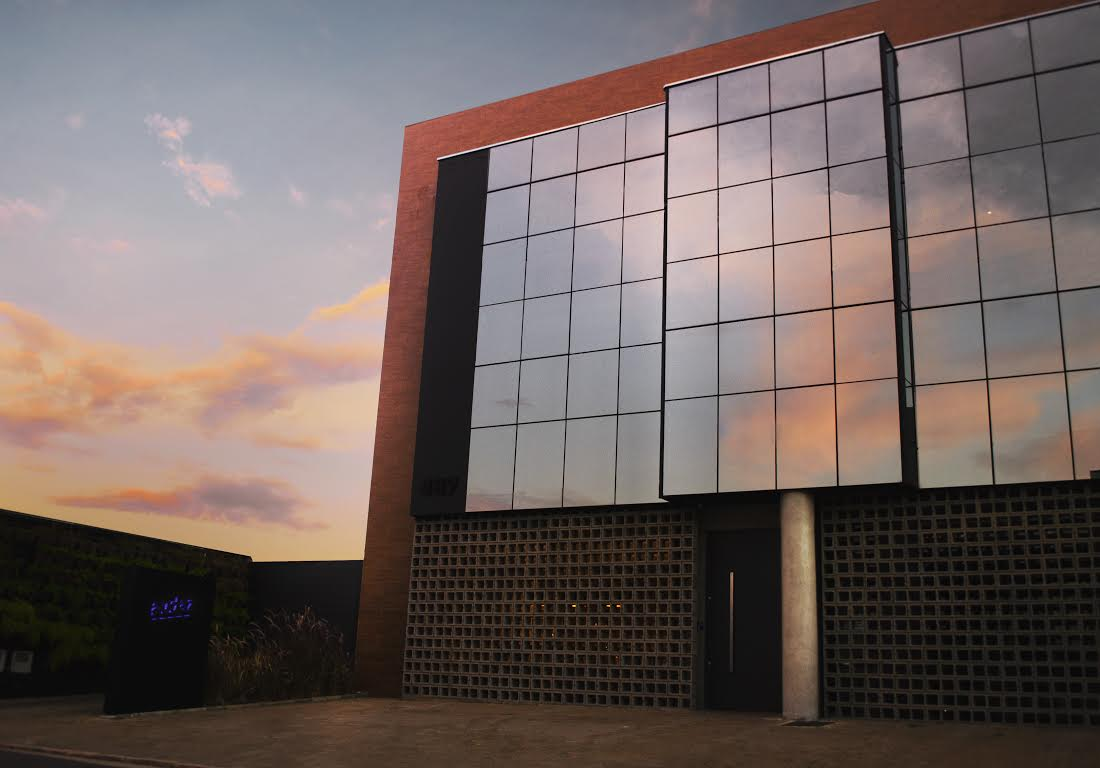
Fachada da agência de publicidade Audaz, em Americana
Indústria: Publicidade e propaganda
Fundador: Alexandre Bassora
Ano: 1999
Número de funcionários: 80

A Audaz Comunicação e Design é uma agência de publicidade independente, fundada na cidade de Nova Odessa, em 1999. Desde 2001, sua sede é em Americana, SP.
Atualmente, atende a clientes como Avatim, Avery Dennison, Bosch, CPFL, Johnson & Johnson, Sinclair Pharma e Supermercado Pague Menos.
A agência já recebeu mais de 100 premiações é a terceira mais premiada pelo Prêmio Recall. Entre 2017 e 2018, a agência foi bronze na categoria PR do Wina Festival - premiação para agências de publicidade independentes do mundo todo - e o Profissionais do Ano, da Rede Globo, com a campanha Vamos Juntos Mudar, feita para o Supermercado Pague Menos.